# Čehovice
Čehovice település Csehországban, a Prostějovi járásban. Čehovice Výšovice, Kralice na Hané, Čelčice, Hrubčice és Bedihošť településekkel határos. Lakosainak száma 534 fő (2024. január 1.).

## Népesség
A település lakosságának változását az alábbi diagram mutatja:
| Lakosok száma | 569  | 645  | 706  | 584  | 570  | 520  | 520  | 524  | 512  | 534  |
|               | 1869 | 1890 | 1921 | 1950 | 1980 | 2001 | 2017 | 2019 | 2022 | 2024 |